# Hermann Stieve
Hermann Stieve (ur. 22 maja 1886 w Monachium, zm. 6 września 1952 w Berlinie) – niemiecki lekarz, zbrodniarz wojenny.

## Życiorys
Studiował na Uniwersytecie w Monachium i Uniwersytecie w Innsbrucku. W 1912 roku otrzymał tytuł doktora medycyny. Praktykował szpitalu Instytutu Patologii w Monachium i w drugiej Klinice Uniwersytetu w Monachium. Był dyrektorem Instytutu Anatomii na Uniwersytecie Fryderyka Wilhelma w Berlinie. W 1918 habilitował się w Monachium w zakresie anatomii. W tym samym roku otrzymał posadę prorektora na Uniwersytecie w Lipsku, gdzie jako Privatdozent wykładał anatomię i antropologię.
Prowadził eksperymenty na kobietach-więźniarkach w więzieniu w Plötzensee i w obozie koncentracyjnym w Ravensbrück. Badał cykl menstruacyjny kobiet pod stresem, włącznie z obserwacją nieregularnego krwawienia, które pojawiało się u kobiet, które wiedziały, że idą na egzekucje. Kiedy kobieta w wieku rozrodczym miała być zabita przez Gestapo, Stieve był informowany o tym, następnie ustalano datę, a na końcu więźniarka była informowana o dacie egzekucji. W rezultacie Stieve badał wpływ psychicznego urazu na proces menstruacyjny ofiary. Po egzekucji usuwał narządy ofiary w obrębie miednicy, a następnie ich tkankę poddawał badaniom histologicznym. Wyniki tych badań zostały opublikowane.
Pomiędzy 1946-1949 był dyrektorem Instytutu Anatomii Uniwersytetu Berlińskiego w Berlinie. Stieve był dziekanem Wydziału Medycyny na Uniwersytecie Humboldta przemianowanym po wojnie z Uniwersytetu Berlińskiego. Popiersie Stievego stało na Sali wykładowej oraz w Berlińskim Szpitalu Charité.
Hermann Stieve zmarł 6 września 1952 roku na udar mózgu. Zostaje pośmiertnie honorowym członkiem Niemieckiego Towarzystwa Ginekologicznego (Niemiecka Akademia Nauk Przyrodniczych Leopoldina, wpis do rejestru nr 3466).